# Силы обороны Гайаны
Силы обороны Гайаны (англ. Guyana Defence Force) — вооружённые силы Республики Гайана, предназначенные для защиты свободы, независимости и территориальной целостности государства. Состоят из сухопутных войск, военно-морских и военно-воздушных сил.

## История

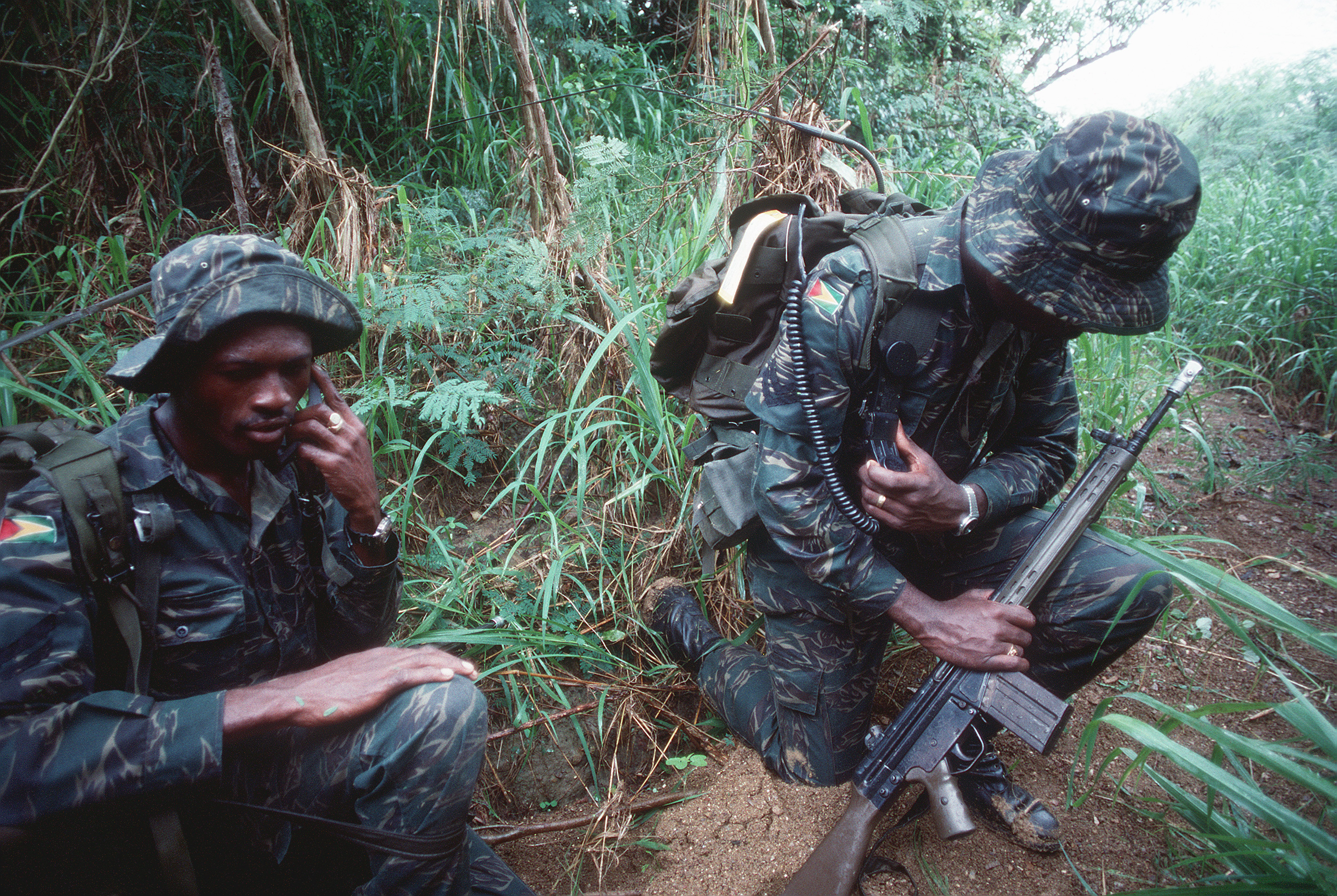
солдаты Гайаны на учениях (1992 год)

В 1831 - 1966 гг. Британская Гвиана являлась колонией Британской империи.
После начала второй мировой войны связь колонии с метрополией оказалась осложнена, а 2 сентября 1940 года между США и Великобританией был подписан договор, в соответствии с которым правительство США получало право бесплатно арендовать на 99 лет ряд участков на территории британских колоний в западном полушарии (в том числе, побережье Британской Гвианы на расстоянии не далее 50 миль от Джорджтауна) и строить там свои военные базы. В июне 1941 года в Британскую Гвиану прибыли военнослужащие США, построившие авиабазу "Аткинсон" возле реки Демерара.
14 июня 1948 года здесь было создано подразделение "British Guiana Volunteer Force", в котором могли служить местные жители.
26 мая 1966 года под давлением массового движения за независимость Британская Гвиана была провозглашена независимым государством в составе Британского Содружества наций, но введённое британскими властями чрезвычайное положение было отменено лишь в декабре 1966 года. 23 февраля 1970 страна была провозглашена республикой.
На рубеже 1960х-1970х гг. вооружённые силы состояли из сухопутных войск и насчитывали около 1 тыс. человек (1 пехотный батальон). Кроме того, имелись полицейские формирования общей численностью около 1,5 тыс. человек.
В апреле 1976 года была создана народная милиция. В июне 1977 года утратило силу соглашение с США от 26 июня 1966 года, предоставлявшее США право использовать международный аэропорт "Аткинсон" в качестве своей военной базы.
Также, в 1977 году военнослужащие-спортсмены вооружённых сил Гайаны участвовали в проходившей на Кубе 4-й летней спартакиаде СКДА.
В 1984 году в составе вооружённых сил страны имелись авиационное, морское, сухопутные, военно-полицейские и вспомогательные подразделения общей численностью 7 тыс. человек; кроме того, в стране имелись другие вооружённые формирования общей численностью 5 тыс. человек.
В июне 2001 года правительство Гайаны купило в США четыре 44-футовых патрульных катера (снятых с вооружения береговой охраны США).
В 2003 году общая численность вооружённых сил составляла 1,6 тыс. человек (1,4 тыс. в составе сухопутных войск, 100 человек в составе ВВС и 100 человек в составе ВМС), на вооружении имелось 9 бронемашин, 54 артиллерийских орудия и миномёта, несколько устаревших самолётов и вертолётов производства США и 7 патрульных катеров. Комплектование производилось по найму (военнообязанными являлись мужчины в возрасте 18-45 лет, срок первого контракта - три года). Также имелись военизированные и полицейские формирования общей численностью около 3 тыс. человек (1,5 тыс. в составе народной милиции и 1,5 тыс. в составе полицейских подразделений национальной службы).
3 июня 2013 года правительство Гайаны подписало Международный договор о торговле оружием (вступивший в силу после ратификации - 24 декабря 2014).
В 2016 году Гайана начала покупки стрелкового оружия в Турции (в 2016 году были закуплены 50 автоматов, в 2018 году - 25 автоматов, в 2021 году - пять пистолетов-пулемётов). 
6 декабря 2023 года в западной части страны при полёте над джунглями в 50 км восточнее посёлка Арау разбился вертолёт "Bell 412" военного ведомства Гайаны (погибли 5 из 7 военнослужащих).

## Современное состояние

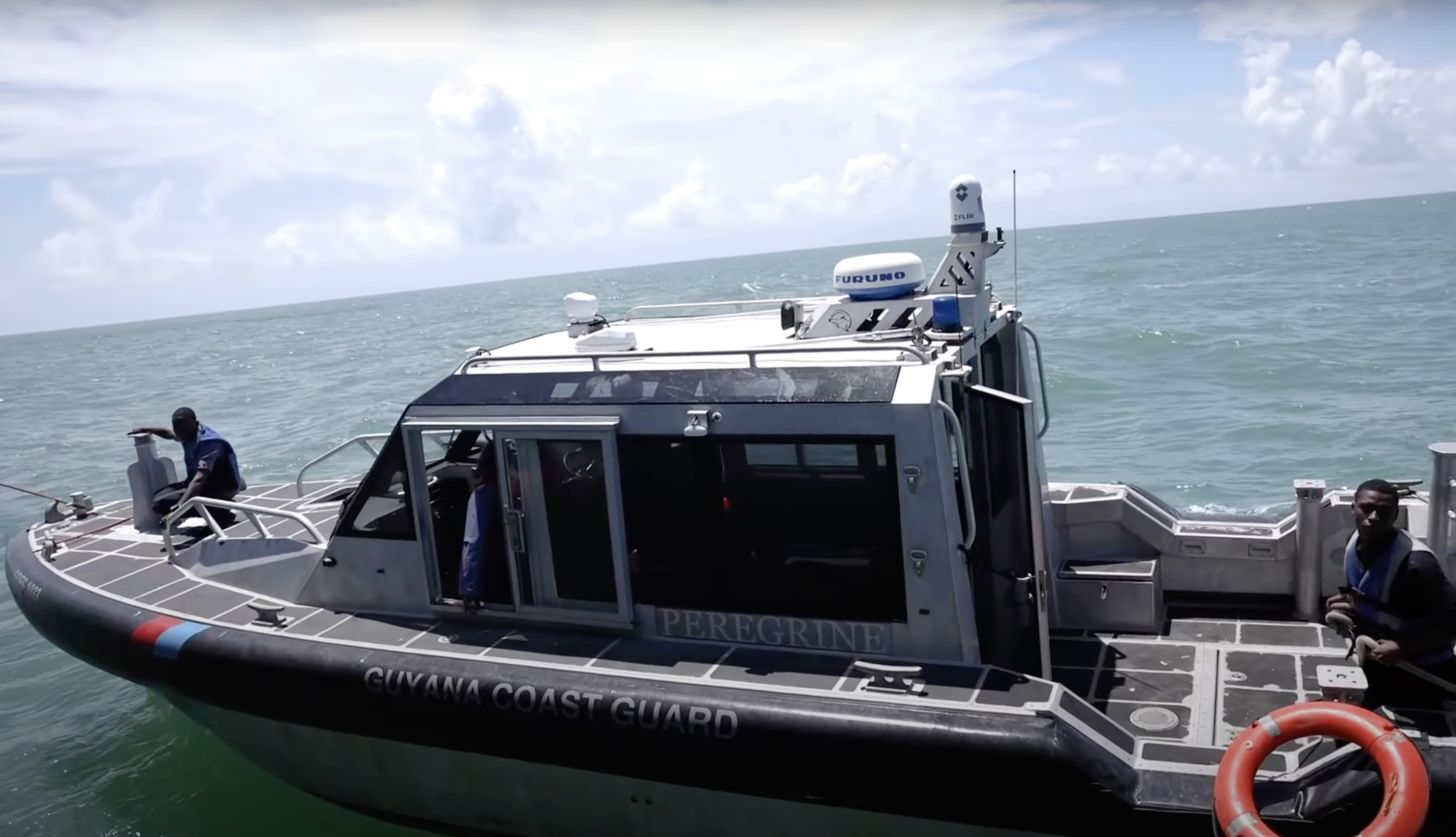
патрульный катер береговой охраны Гайаны (июль 2023 года)

По состоянию на начало 2022 года, общая численность вооружённых сил составляла 3,4 тыс. человек.
- сухопутные войска: 3 тыс. человек (пехотный батальон и батальон охраны президента), 9 бронемашин (шесть ЕЕ-9 «Каскавел» и три S52 «Shortland»), шесть 130-мм буксируемых артиллерийских орудий М-46 и 48 миномётов (18 шт. 120-мм М-43, 18 шт. советских 82-мм М-43 и 12 шт. британских 81-мм L16A1)[1].
- ВВС: 200 человек, шесть транспортных самолётов (два BN-2, одна «Cessna U206F», два SC.7 3M и один Harbin Y-12 8R-GDS), один многоцелевой вертолёт «Bell Helicopter Textron 412 8R GFP» и два транспортных вертолёта «Bell 206»[5]
- береговая охрана: 200 человек и 5 патрульных катеров[5]

Гайана принимает ограниченное участие в миротворческих операциях ООН (потери во всех миротворческих операциях ООН с участием страны составляют 3 военнослужащих, погибших на Гаити).

#### Опознавательные знаки

Опознавательный знак ВВС Гайаны
Флаг  сил обороны Гайаны
Знамя сил обороны Гайаны
Президентское (государственное) знамя сил обороны Гайаны
Эмблема сил обороны Гайаны на знамени